# Ржищівський заказник місцевого значення
Ржи́щівський зака́зник місце́вого зна́чення — ландшафтний заказник місцевого значення в Україні. Розташований у межах Кагарлицького району Київської області, на північний захід від міста Ржищів. 
Площа 1712 га. Статус надано 1984 року. Перебуває у віданні ДП «Ржищівське лісове господарство». 
Статус надано з метою збереження природного комплексу на правому березі Дніпра. Рельєф глибокопересічений. Ростуть сосново-листяні ліси різного віку, багата трав'яна рослинність.